# أوفرلورد
أوڤرلورد (オーバーロード (Overlord)) هي سلسلة روايات خفيفة يابانية يكتبها كوگانيه ماروياما، بدأ إصدارها عبر الشبكة في 2010. تم اقتباس مانگا من السلسلة من رسم وكتابة ساتوشي أوشيو منذ 26 نوفمبر 2014. تم اقتباس مسلسل أنمي من قِبَل إستديو مادهاوس وبدأ عرضه ابتداءً من 7 يوليو 2015، وعُرض الموسمين الثاني والثالث منه في 2018، و تم عرض موسمه الرابع في 2022. الموسم الخامس قيد الانتاج

## القصة
في عام 2126 لعبة «إگدراسيل» (YGGDRASIL) هي لعبة DMMORPG شعبية على شبكة الإنترنت، بعد عدة سنوات من نشأتها وبعد اثنتي عشرة سنة من إطلاقها يُخطَّط لإغلاقها بشكل نهائي. يقرر «مومونگا» بطل الرواية البقاء مسجلًّا الدخول في اللعبة إلى آخر لحظة إلى أن يخرج بشكل تلقائي، إلا أنه يبقى في اللعبة ويُفاجأ بأن عالم اللعبة تحول إلى حقيقة تم فيها نقل حرم نازارك الذي بناه مع أصدقائه الواحد والأربعين إلى واقع آخر؛ ليصبح أقوى ساحر مع مظهر هيكل عظمي، مومونجا. قاد نقابته “آينز أوول غوون” نحو مغامرة خيالية أسطورية غير مسبوقة!
لكي يتحقق من وجود لاعبين آخرين عالقين في هذا العالم يغير مومونگا اسمه إلى اسم حصنه في اللعبة، «آينز أول گون» (Ainz Ooal Gown)، كي يتعرف عليه اللاعبون الآخرون، ويبدأ باستكشاف العالم الجديد.

## الجوائز والترشيحات
| قائمة الجوائز والترشيحات | قائمة الجوائز والترشيحات | قائمة الجوائز والترشيحات   | قائمة الجوائز والترشيحات | قائمة الجوائز والترشيحات | قائمة الجوائز والترشيحات |
| السنة                    | الجائزة                  | الفئة                      | المستلم                  | النتيجة                  | م.                       |
| ------------------------ | ------------------------ | -------------------------- | ------------------------ | ------------------------ | ------------------------ |
| 2025                     | جوائز كرانشي رول للأنمي  | أفضل اداء صوتي - الإيطالية | كاتيا سورينتينو          | رُشِّح                      | [ 5 ]                    |

## وصلات خارجية
- أوفرلورد على موقع ميوزك برينز (الإنجليزية)
- أوفرلورد على موقع ميوزك برينز (الإنجليزية)
- أوفرلورد على موقع ANN manga (الإنجليزية)